# Troels Lund Poulsen

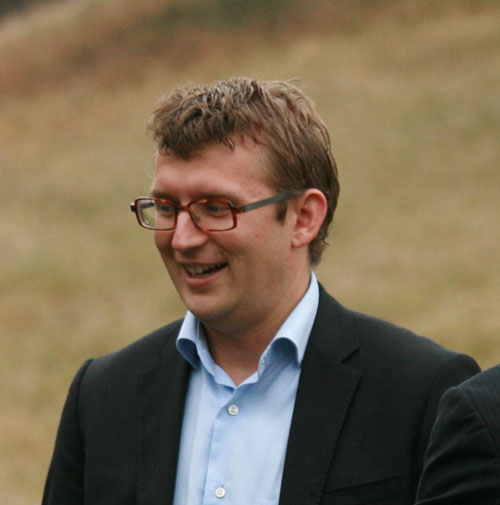
Troels Lund Poulsen.

Troels Lund Poulsen, född den 30 mars 1976, är en dansk politiker och partiledare för Venstre sedan 18 november 2023.
Lund Poulsen var ordförande i Venstres Ungdom 1997–1999. Han är folketingsledamot sedan 2001. Lund Poulsen har varit minister 2007–2011, 2015–2019 och från 2022. Sedan 22 augusti 2023 är han Danmarks försvarsminister.